# Markiz Dorset
Markizowie Dorset 1. kreacji (parostwo Anglii)
- 1397–1399: Jan Beaufort, 1. markiz Dorset

Markizowie Dorset 2. kreacji (parostwo Anglii)
- patrz: książęta Somerset 2. kreacji

Markizowie Dorset 3. kreacji (parostwo Anglii)
- Dodatkowe tytuły: hrabia Huntingdon, baron Ferrers of Groby
- 1475–1501: Thomas Grey, 1. markiz Dorset
- 1501–1530: Thomas Grey, 2. markiz Dorset
- 1530–1554: Henry Grey, 3. markiz Dorset, 1. książę Suffolk (od 1551)